# The Fizz Prague
The Fizz Prague je studentský bytový dům v pražských Holešovicích. Poskytuje nájemní bydlení studentům a spadá do mezinárodní sítě The Fizz. Stavba stojí na nároží ulic Na Zátorách a Partyzánská, poblíž vlakového nádraží a stanice metra Nádraží Holešovice. Projekt byl zhruba dokončen v roce 2020, stál přibližně 500 milionů korun a jeho zastavěná plocha činí 2 507 metrů čtverečních. Ubytovací kapacita je 700 míst. V suterénu se nachází parkoviště aut i kolárna.
Za architektonickým návrhem z roku 2015 stojí architekti Pavel Hnilička a Marek Řehoř. Návrh bývá přirovnáván k významnému vídeňskému domu Looshaus ze začátku 20. století.